# کارتونیست
کارتونیست (انگلیسی: Cartoonist) هنرمندی بصریست که متخصص در زمینهٔ کشیدن کارتون است. این اثر اغلب برای تفریح، اظهار نظر سیاسی یا تبلیغ خلق می‌شود. کارتونیست‌ها در اشکال بسیاری نظیر پویانمایی، دفترچه، داستان مصور، کتاب کامیک، کارتون‌های سرمقاله‌ای، رمان گرافیکی، راهنماها، طراحی گرافیک، تصویرسازی، استوری‌برد، پوستر، تن‌پوش، کتاب، تبلیغات، مجله و روزنامه فعالیت می‌کنند.
در دیدگاه عامه، کارتونیست و کاریکاتوریست تفاوتی ندارد در حالی که کارتون در حقیقت به آثاری گفته می شود که دارای سوژه و ایده هستند و موضوعی را منتقل می کنند و حرف هایی برای گفتن دارد. ممکن است پرتره یک فرد هم باشد، منتهی می خواهد یک ایده را  بر اساس اتفاق منتقل کند، اما کاریکاتور صرفاً به یک پرتره چهره گفته می شود که دفرماسیون شده است.

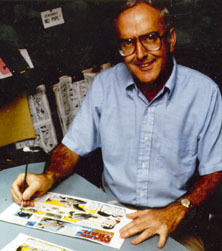
کارتونیستی در حال کار بر یک کامیک استریپ